# Invincible (album)
Invincible je album amerického zpěváka Michaela Jacksona vydané 30. října 2001. Jedná se o první řadové album po čtyřech letech, které uběhly od vydání předešlého alba Blood on the Dance Floor: HIStory in the Mix (1997). Podobně jako u Jacksonova předešlého materiálu jsou hlavními tématy láska, romance, izolace, kritika médii a sociální problémy. Desky Invincible se prodalo celosvětově 13 milionů kopií.
S nahráváním alba Invincible začal Jackson už v roce 1997 a dokončil ho až osm týdnů před jeho vydáním v říjnu roku 2001.
Nahrávání alba vyšlo na neuvěřitelných 30 milionů dolarů. Přípočítáme-li k tomu dalších 25 milionů dolarů za propagaci, je Invincible nejdražším albem v historii hudby. Album mělo mimo jiné pět variant přebalu: bílý, žlutý, červený, modrý a zelený.

## Věnování
Album Invincible je věnováno patnáctiletému chlapci jménem Benjamin „Benny“ Hermansen, který byl v Oslu v lednu 2001 ubodán partou neonacistů k smrti. Důvod věnování byl ten, že jiný mladík z Osla, Omet Bhatti, Jacksonův kamarád, byl Hermansenův dobrý přítel. Na obalu alba je napsáno: „Michael Jackson dává zvláštní poděkování: Toto album je věnováno Benjaminovi „Bennymu“ Hermansenovi. Měli by jsme si i nadále pamatovat, že by jsme neměli soudit lidi podle barvy pleti, ale podle charakteru. Benjamine… máme tě rádi… snad odpočíváš v pokoji.“ Album Invincible je věnováno také Nicholette Sottile a jeho rodičům Katherine a Josephovi Jacksonovým.

## Produkce
Jackson začal nahrávat nový materiál v říjnu 1997 aby jen osm týdnů před datem vydání skončil, a to s písní „You Are My Life“.
Jedná se tedy o nejrozsáhlejší nahrávání v Jacksonově kariéře. Jackson chtěl alespoň do jedné písně na albu přidat rap. Poznamenal však, že nechce žádného známeho rapera. Jacksonův tiskový mluvčí navrhl rapera z New Jersey jménem Fats.
Potom, co Jackson slyšel finální verzi této jedné písně, domluvili se společně s Fats na natočení i druhé písně. Z této spolupráce nakonec vzešly hity „Invincible“ a „Heartbreaker“. Na písních z alba Invincible se podílel například Teddy Riley, Rodney Jerkins nebo Robert Kelly. Řádově se jedná o třetí spolupráci mezi Jacksonem a Kellym. Předchozí dvě byly na albech Dangerous a HIStory: Past, Present and Future, Book I. Invincible je Jacksonovo desáté a zároveň poslední studiové album které bylo nahráno a vydáno.
Invincible je také nejdražší album, které bylo kdy vydáno.

## Kompozice
Invincible je složeno z R&B, hip hopu, dance-popu a urban písní. Plná délka alba je 77 minut a 10 sekund a obsahuje šestnáct písní – patnáct z nich napsal (nebo se podílel na napsání) Jackson. Invincible začíná s písní „Unbreakable“, jejíž poslední linka v první sloce zní „Přesto všechno, čím jsem si prošel, jsem stále tady.“
Při rozhovoru pro časopis Vibe v roce 2002 okomentoval Jackson svou inspiraci pro napsání „Speechless“ takto:
„Budete překvapeni. Byli jsme s těmi dětmi v Německu a měli jsme velkou bitvu balónky naplněnými vodou – myslím to vážně. A po tom boji jsem byl tak šťastný, že jsem běžel nahoru do horního patra jejich domu a napsal „Speechless“. Zábava mě inspirovala. Nerad to říkám, protože je to romantická písnička. Ale byl to ten boj, co jsem dělal.
Byl jsem šťastný a napsal jsem to přesně tak, jak je to na albu. Citíl jsem, že by to mohlo být dostatečně dobré pro album. Z blaženosti se stalo kouzlo, úžas a tvořivost.“
„Privacy“, odraz Jacksonových reálných zkušeností, je o invazích médií a o nepřesnostech bulvárů. V „Unbreakable“ zpívá Jackson o své nezničitelnosti. „The Lost Children“ je o ohrožených dětech. V písni „Whattever Happens“ je Jackson v roli třetí osoby a zpívá: „Cokoliv se stane, neopouštěj mne.“ Invincible obsahuje čtyři balady: „You Are My Life“, „Heaven Can Wait“, „Don't Walk Away“ a „Cry“. „Cry“ nese stejně jako „Man in the Mirror“ (Bad, 1987) poselství o uzdravování světa. „You Are My Life“ je o Jacksonových (v té době) dvou dětech (Prince a Paris). V písni se zpívá: „You are the sun, you make me shine, more like the stars.“ („Vy jste slunce, díky vám zářím, více než hvězdy.“)

## Koncert v Madison Square Garden
Součástí propagace alba Invincible byl také dvojkoncert v aréně Madison Square Garden v New Yorku oslavující 30 let Jacksonovy profesionální sólové kariéry a 30 let od vydání jeho prvního sólového alba Got to Be There (1972). První koncert se konal v pátek 7. září, ten druhý potom 10. září 2001, tedy jen pár hodin před osudným útokem na věže světového obchodního centra. Na koncertě Jacksonovi hostovali známé osobnosti jako například Whitney Houston, Britney Spears, Usher, Elizabeth Taylorová nebo Yoko Ono. Po dvaceti letech vystoupili pospolu také The Jacksons. Na samém závěru show vystoupil také sám Jackson, zazpíval písně „The Way You Make Me Feel“ (společně s Britney Spears), „Billie Jean“, „Black or White“, „Beat It“ a nakonec singl z alba Invincible, „You Rock My World“. Zajímavostí je, že lístky na tuto show byly a stále jsou nejdražšími lístky na koncert v historii popu. Nejdražší sedadla stála až 10 000 dolarů (cca 250 000 Kč) a obsahovala i večeři s Jacksonem a podepsaný plakát. Oba koncerty byly beznadějně vyprodané během pěti hodin.

## Seznam skladeb
| Pořadí         | Název                                    | Autor | Délka |
| -------------- | ---------------------------------------- | --- | ----- |
| 1.             | Unbreakable (feat. The Notorious B.I.G.) | Jackson / Rodney Jerkins / Fred Jerkins III / LaShawn Daniels / Nora Payne / Robert Smith / Christopher Wallace | 6:26  |
| 2.             | Heartbreaker (feat. Fats)                | Jackson / Jerkins / Jerkins III / Daniels / Mischke / Morman Gregg                                              | 5:09  |
| 3.             | Invincible (feat. Fats)                  | Jackson / Jerkins / Jerkins III / Daniels / Gregg                                                               | 4:46  |
| 4.             | Break of Dawn                            | Jackson / Dr. Freeze                                                                                            | 5:32  |
| 5.             | Heaven Can Wait                          | Jackson / Teddy Riley / Andreao „Fanatic“ Heard / Nate Smith / Teron Beal / Eritza Laues / Kenny Quiller        | 4:49  |
| 6.             | You Rock My World                        | Jackson / Jerkins / Jerkins III / Daniels / Payne                                                               | 5:39  |
| 7.             | Butterflies                              | Andre Harris / Marsha Ambrosius                                                                                 | 4:40  |
| 8.             | Speechless                               | Jackson | 3:18  |
| 9.             | 2000 Watts                               | Jackson / Riley / Tyrese Gibson / JaRon Henson                                                                  | 4:24  |
| 10.            | You Are My Life                          | Jackson / Kenneth Edmonds / Carol Bayer Sager / John McClain                                                    | 4:33  |
| 11.            | Privacy                                  | Jackson / Jerkins / Jerkins III / Daniels / Bernard Belle                                                       | 5:05  |
| 12.            | Don't Walk Away                          | Jackson / Riley / Richard Carlton Stites / Reed Vertelney                                                       | 4:24  |
| 13.            | Cry                                      | Robert Kelly | 5:00  |
| 14.            | The Lost Children                        | Jackson | 4:00  |
| 15.            | Whatever Happens                         | Jackson / Riley                                                                                                 | 4:56  |
| 16.            | Threatened                               | Jackson / Jerkins / Jerkins III / Daniels                                                                       | 4:18  |
| Celková délka: | Celková délka:                           | Celková délka:                                                                                                  | 77:10 |

## Umístění a ocenění
| Žebříček (2001)    | Umístění |
| ------------------ | -------- |
| Austrálie          | 1        |
| Belgie             | 1        |
| Dánsko             | 1        |
| Finsko             | 7        |
| Francie            | 1        |
| Itálie             | 2        |
| Kanada             | 3        |
| Mexiko             | 29       |
| Německo            | 1        |
| Norsko             | 1        |
| Nový Zéland        | 4        |
| Portugalsko        | 8        |
| Rakousko           | 2        |
| Švédsko            | 1        |
| Spojené království | 1        |
| Spojené státy      | 1        |

| Certifikátor | Certifikace | Prodej    |
| ------------ | ----------- | --------- |
| RIAA (U.S.)  | 2× platona  | 2.000.000 |
| Argentina    | zlato       | 20.000    |
| Švédsko      | zlato       | 40.000    |
| Austrálie    | 2× zlato    | 140.000   |
| Rakousko     | zlato       | 20.00     |
| Francie      | platina     | 100.000   |
| Německo      | platina     | 300.000   |
| U.K          | platina     | 300.000   |
| Nizozemí     | platina     | 80.000    |
| Norsko       | platina     | 50.000    |
| Polsko       | zlato       | 50.000    |
| Švýcarsko    | platina     | 40.000    |
| Švédsko      | zlato       | 40.000    |